# Кораблино
Кораблино́ — город (с 1965) в Рязанской области, административный центр Кораблинского района.

## География
Расположен близ реки Проня (приток Оки), в 89 км от Рязани.

## История
Время основания города неизвестно. Впервые село Кораблино упоминается в «Платёжной книге Пехлецкого стана 1594—1597 годов», составленной дьяком Третьяком Григорьевичем Вельяминовым. В этих книгах значится село Корабьинск, рядом с которым произрастает Карабьинский лес. В нём заготавливали луб для коробов — небольших лодок.
В окладных книгах Каменского стана за 1676 год упоминается село Короблинск с церковью Покрова Пресвятыя Богородицы. В селе в то время было 39 дворов, в том числе 3 двора помещиков — Ивана Григорьевича Волконского, Лаврентия Дулова и Василия Левошёва. В 1793 году в селе построена новая деревянная церковь.
В 1858 году в селе Кораблино насчитывался 51 двор, в которых проживало 530 жителей. Село было населёно владельческими крестьянами, принадлежавшими помещикам Еропкину, Кущёвой и Носоновой. В селе продолжала действовать Покровская церковь.
4 сентября 1866 года был открыт для движения один путь Рязанско-Козловской железной дороги, в июне 1870 года открыт второй путь. Кораблино становится значительным хлеботорговым и складским пунктом губернии для смежных частей Пронского, Скопинского и Ряжского уездов. Строительство железной дороги осуществлял известный российский концессионер Павел Григорьевич фон Дервиз — крупный владелец конезаводов в Старожилове и дворцового комплекса в Кирицах.
В 1879 году жителями деревни Бобровинки и села Кораблино открыта первая земская трёхгодичная школа. Плата за обучение в размере двух рублей в год бралась только с состоятельных крестьян, с бедных крестьян плата не взималась.
По подворной переписи 1885 года, в селе Кораблино проживало 562 человека в 89 дворах. В конце XIX века торговый оборот села составлял 291 тысячу рублей, на хлебную торговлю приходилось 231 тысяча рублей.
Крупный предприниматель Серов имел в Кораблино две довольно мощные мельницы, которые размалывали до 1 000 вагонов зерна в год. Жители села помимо хлебопашества занимались в обширных размерах табаководством. Табак сбывался на местном табачном рынке в селе Пехлец, находившемся в 7 вёрстах от Кораблинской железнодорожной станции. В Пехлец свозилось большое количество табака из окрестностей и здесь он скупался представителями табачных фабрик. Общее количество отправляемого со станции Кораблино табака превышает 360 тысяч пудов.

### Октябрьская революция
К началу XX века в селе проживало 800 человек. В 1905—1918 годах в Кораблино происходят массовые волнения.
В Кораблинской волости в 1918 году образуется волостной исполнительный комитет, его первым председателем становится Н. И. Шишков. В августе того же года создаётся волостная организация РКП (б), первым председателем назначен Н. К. Морозов.
В 1918 году в Ряжском уезде начинается голод, в связи с чем на территории уезда было введёно военное положение и наложен запрет на вывоз хлеба частными лицами. Заградительные отряды Красной гвардии конфисковали скот и хлеб. Недовольные такими действиями жители в ноябре 1918 года организовали крупное восстание.
Организация Российского коммунистического союза молодёжи в Кораблинской волости создана 28 июня 1919 года. Её возглавил товарищ Ореханов. В областном архиве сохранился протокол заседания членов Кораблинского волисполкома от 11 июня 1920 года об открытии больницы и амбулатории в селе Кораблино. В 1927 году в здании Покровского храма были открыты дом культуры и библиотека. К 1929 году в селе проживало 1 007 человек.
Постановлением Президиума ВЦИК СССР от 12 июля 1929 года был образован Кораблинский район Рязанского округа Московской области, центром которого стало Кораблино. С образованием района, в селе началось строительство районной больницы. В 1931 году больница на 75 коек была открыта, в её состав входили хирургическое, терапевтическое, инфекционное и родильное отделения.
18 января 1931 года вышел первый номер районной газеты «Под знаменем Ленина». Первым редактором газеты был Иван Михайлович Митин. В 1930-е годы путём объединения мелких артелей и кооперативов в селе создаются районный пищевой комбинат и комбинат местной промышленности. К 1935 году в селе действовал колхоз «Вперёд к коммунизму».
В 1938 году начала работу Рязанская комплексная геологоразведочная экспедиция. В период с 1938 по 1940 год вблизи села проводились разведочные работы по выявлению залежей угля.
К началу войны в Кораблине действовали сберкасса, почтовое отделение, аптека, пекарня. Осенью 1940 года была открыта новая школа на 400 учащихся. Также был разбит Парк культуры и отдыха, в котором действовали небольшой стадион, аттракционы, танцплощадка и сцена. На железнодорожной станции функционировали большие склады для приёма и хранения зерна, муки, овощей, табака и нефтепродуктов. Продолжал работу колхоз «Вперёд к коммунизму».

### Великая Отечественная война
В годы войны близ Кораблина находился учебный аэродром. В июле 1941 года в селе из членов партии, комсомольцев и милиционеров был создан истребительный отряд численностью 60 человек. Командиром отряда был Н. Д. Зыканов.
С 1941 года в здании школы размещался эвакуационный госпиталь № 3010 на 200 коек, с апреля 1942 года по ноябрь 1945 года — госпиталь № 3045. В октябре на подступах к райцентру со стороны Скопина были возведёны земляные укрепления, установлены наблюдательные пункты. Рядом с селом проходила железная дорога, связывающая Москву с южными районами страны. Немецкие войска стремились разорвать эту связь всеми возможными способами.
6 ноября 1941 года на станцию и райцентр было сброшено 13 фугасных и несколько десятков зажигательных авиабомб, которые не причинили ни малейшего вреда. 23 ноября в 4 часа вечера в районе той же железнодорожной станции было сброшено 6 фугасов, которые повредили телеграфную линию. Одна из этих бомб была обнаружена только 27 июня 2009 года, во время ремонта железнодорожного полотна.
29 ноября 1941 года истребительный отряд смог предотвратить захват железной дороги.
В 1943 году ещё до завершения Великой Отечественной войны на землях Кораблинского колхоза «Вперёд к коммунизму» и соседнего — «Красные бойцы» в селе Ковалинка начато строительство угольной шахты. Это имело стратегическое значение — к тому времени Донбасс хотя и был освобождён от врага, но находился в полностью разрушенном состоянии, а Кузбасс обеспечивал углём военную промышленность Сибири и Урала. Поэтому центральная часть страны могла получить уголь только из Подмосковного угольного бассейна.
Летом 2013 года местному краеведу Александру Дудареву удалось отыскать имена 3-х из 8 солдат, захороненых в братской могиле на кораблинском кладбище. Они умерли в госпитале от полученных в бою ран. Это были
- Юлдашев Римбарьян (1925—1944)
- Мигунов Василий (1923—1945)
- Баранов Исай (1913—1945)

Имена 5 бойцов так и остались неизвестными.

### Послевоенное время
В 1946 году в районе продолжила активную работу Рязанская комплексная геологоразведочная экспедиция. РКГЭ становится одним из крупных предприятий в районе, в ней к тому времени трудится около 300 человек, предприятие было обеспечено новой буровой техникой и рядом цехов.
В апреле 1954 года создаётся строительное управление (СУ-47) «Октябрьшахтостроя», для которого было развёрнуто строительство посёлка шахтёров за линией железной дороги. Построены несколько десятков зданий барачного типа и многоквартирные дома. В том же 1954 году открыто ПТУ-17, которое предназначалось для подготовки работников сельского хозяйства и строительства.
19 мая 1958 года по решению Рязанского облисполкома село Кораблино стало рабочим посёлком. В его черту были включены само село, посёлок Центральный и посёлок геологоразведочной экспедиции.
В связи с высокой себестоимостью добычи подмосковного низкокалорийного угля, началось сокращение количества шахт подмосковного угольного бассейна, и в 1959 году шахты Кораблинского угленосного бассейна были законсервированы. В связи с этим встал вопрос о трудоустройстве жителей рабочего посёлка. Выход из трудового кризиса был найден благодаря настойчивости первого секретаря Рязанского обкома КПСС А. Н. Ларионова. Он предложил разместить предполагавшийся к постройке комбинат шёлковых тканей не в областном центре, а в Кораблино.
3 декабря 1958 года принято постановление Совета Министров РСФСР о строительстве Кораблинского комбината шёлковых тканей. 29 июня 1962 года Государственная комиссия приняла в эксплуатацию первую очередь прядильной фабрики, а 1 августа 1964 года была введёна в эксплуатацию вторая очередь прядильной фабрики. 27 марта 1963 года открыта ткацкая фабрика.
В 1964 году в посёлке началась постройка новой восьмилетней школы.
Указом президиума Верховного Совета РСФСР за № 388 от 1 апреля 1965 года рабочий посёлок Кораблино получил статус города районного подчинения.
В 1960—1970-х годах в Кораблине были размещёны пять крупных строительных организаций: МПМК объединения «Агропромстрой», РСУ и ПМК-4 объединения «Рязаньгражданстрой», ПМК треста «Агропроммехмонтаж», ДСПМК треста «Дорспецстрой», ХСУ «Рязаньмелиорация». В конце 1960-х годов стройуправление приступило к постройке микрорайона «Текстильщик».
В апреле 1968 года начал работу ясли-сад № 3 Кораблинского комбината шёлковых тканей. В том же году было начато строительство районной больницы. В 1969 году открывается Кораблинская автошкола ДОСААФ.
В 1971 году был открыт Дворец культуры с залом на 600 зрителей (до этого районный клуб располагался в здании барачного типа). В декабре 1973 года было закончено строительство новой комплексной больницы на 240 коек, и с 1974 года она начала функционировать. 1 сентября 1978 года открыла двери новая школа на 30 классов. В 1978 году открыта спортивная школа с двумя отделениями — лыжных гонок и лёгкой атлетики.
В 1986 году был принят в эксплуатацию 135-квартирный дом по улице Садовой. В 1987 году были предприняты меры по благоустройству старой части города. На всех улицах был положен асфальт, проложены тротуары. В конце 1980-х годов был основан новый микрорайон малоэтажной застройки. Дома строились в основном для работников КШТ.
29 апреля 1992 года в эфир вышла первая программа телерадиокомпании «Кораблино».
В период 1992—2005 годов закрыты такие промышленные предприятия, как комбинат шёлковых тканей, межколхозная ПМК, строительная организация ПМК-4, ХСУ «Рязаньмелиорации», завод металлических конструкций, геологоразведочная партия. В результате люди вынуждены уезжать на заработки в другие регионы.
В 2000-х годах в городскую экономику начали привлекать средства инвесторов.
В 2013 году было принято решение о строительстве нового микрорайона малоэтажной застройки «Покровский», а также начато строительство 36-квартирного дома по улице Первомайской. В новый дом планируется переселить людей из аварийного жилья.

## Органы управления
Местное самоуправление осуществляется на основании Устава города Кораблино, принятого 17 апреля 2006 года городским Советом депутатов. На основании Устава, власть в городе осуществляют:
Кораблинский городской Совет депутатов
Представительный орган власти города. Состоит из 15 депутатов, избираемых населением Кораблинского городского поселения на основе всеобщего, равного и прямого избирательного права при тайном голосовании сроком на четыре года.
Председатель городского Совета депутатов
Является Председателем муниципального образования. Избирается Советом депутатов из своего состава.
Администрация города Кораблино
Осуществляет исполнительную власть в городе. Высшим должностным лицом является Глава Администрации города Кораблино, который назначается на контрактной основе городским Советом депутатов.

## Население
| 1859    | 1897    | 1906    | 1926    | 1939    | 1959    | 1970    | 1979    | 1989    | 1992    | 1996    | 1998    |
| ------- | ------- | ------- | ------- | ------- | ------- | ------- | ------- | ------- | ------- | ------- | ------- |
| 530     | ↗728    | ↘650    | ↗1007   | ↗2098   | ↗5265   | ↗13 131 | ↗14 789 | ↗15 349 | ↗15 700 | ↗16 100 | →16 100 |
| 2000    | 2001    | 2002    | 2003    | 2005    | 2006    | 2007    | 2008    | 2009    | 2010    | 2011    | 2012    |
| ↘15 800 | ↘15 700 | ↘14 690 | ↗14 700 | ↘14 200 | ↘13 800 | ↘13 600 | ↘13 200 | ↘12 962 | ↘12 658 | ↗12 700 | ↘12 090 |
| 2013    | 2014    | 2015    | 2016    | 2017    | 2018    | 2019    | 2020    | 2021    | 2023    |         |         |
| ↘11 741 | ↘11 554 | ↘11 390 | ↘11 327 | ↘11 272 | ↘11 220 | ↘11 188 | ↘11 073 | ↘10 334 | ↘10 084 |         |         |

На 1 января 2024 года по численности населения город находился на 908-м месте из 1119 городов Российской Федерации.
Национальный состав
По итогам переписи населения 2020 года проживали следующие национальности (национальности менее 0,1 % и другое, см. в сноске к строке «Другие»):
| Национальность | Численность, чел. | Доля     |
| -------------- | ----------------- | -------- |
| Русские        | 9545              | 92,37 %  |
| Киргизы        | 79                | 0,76 %   |
| Узбеки         | 44                | 0,43 %   |
| Таджики        | 38                | 0,37 %   |
| Украинцы       | 22                | 0,21 %   |
| Армяне         | 19                | 0,18 %   |
| Азербайджанцы  | 16                | 0,15 %   |
| Другие         | 571               | 5,53 %   |
| Итого          | 10 334            | 100,00 % |

## Промышленность
Промышленность в Кораблино представлена строительным, пищевым и лёгким сектором. Лидер экономики района — Кораблинский завод модульных конструкций, основанный в 1976 году как Кораблинский ремонтно-механический завод. Кораблинская дорожная передвижная механизированная колонна и участок Ухоловского областного предприятия «Рязаньавтодор» осуществляют ремонт автодорог на территории ближайших районов.
В городе также работают хлебопродуктовый и молочный заводы, и медицинское предприятие «Медпромбобени». В настоящее время в Кораблино идёт строительство завода первичной обработки мяса.

## Жилищно-коммунальное хозяйство
Поставщиками коммунальных ресурсов в городе являются:
- Горячее водоснабжение и тепловая энергии — 2 котельные «Кораблинские теплоэлектрические сети»
- Холодное водоснабжение — МКП «Кораблинская транспортная компания»
- Электроэнергия — ОАО «Рязанская энергетическая сбытовая компания»

## Транспорт
Железнодорожный транспорт
Кораблино является железнодорожной станцией на линии Рязань — Мичуринск Московско-Рязанского отделения Московской железной дороги. Железнодорожный вокзал располагается в центре города.
Автомобильный транспорт
Через Кораблино проходят региональные автодороги Р-126 «Рязань — Ряжск — Ефремов» и Р-127 «Пехлец — Кораблино — Скопин».
Из города отправляются автобусы, совершающие регулярные междугородные (в Рязань, Новомичуринск, Скопин) и внутрирайонные рейсы (в Моловку, Ключ, Чижово). Городской транспорт представлен автобусами, курсирующими по маршруту «РМЗ — Бобровинки».
В августе 2013 года началась реконструкция автовокзала.

## Здравоохранение
Главным лечебно-профилактическим учреждением является Кораблинская центральная районная больница, в состав которой также входят детская и взрослая поликлиники. В городе также функционирует станция скорой медицинской помощи, стоматологическая поликлиника и сеть аптечных пунктов.

## Образование
В городскую систему образования входят 3 детских сада, 4 общеобразовательные школы, детская художественная и музыкальная школы, Дом детского творчества. Среднее профессиональное образование представлено Агротехнологическим техникумом.

## Культура
Кораблинский Дворец культуры, основанный в 1970 году, является центром культурной жизни города. В нём работают 5 коллективов:
- Народный спортивно-хореографический ансамбль танца «Антарес» (рук. Т. С. Маинская);
- Народный вокальный ансамбль «Весёлые переборы» (рук. Г. А. Павлов);
- Народный вокальный ансамбль «Вдохновение» (рук. М. Г. Романова);
- Театр рабочей молодёжи «ТРаМ» (рук. Т. П. Кочеткова);
- Народный хор (рук. В. А. Павлов).

Кораблинский краеведческий музей, основанный в 1981 году, является местом общения краеведов, любителей истории и культуры, поэтов, художников. В настоящий момент в музее открыты залы с постоянными экспозициями, посвящёнными истории, палеонтологии и археологии, залы «Крестьянская изба», «Великая Отечественная война» и «Современные войны». Представлены также материалы, рассказывающие об участии жителей города в ликвидации Чернобыльской катастрофы. Есть и зал для временных выставок работ мастеров города.
В городе также располагаются две городские библиотеки.

## Торговля
Важным сектором экономики города являются около 40 предприятий розничной торговли. Представлены такие торговые сети, как «Пятёрочка», «Магнит», «Дикси», «Элекс», «Рубль Бум», Fix Price. Действуют 5 торговых центров, 2 рынка — универсальный и сельскохозяйственный.

## Средства массовой информации
Городская телерадиокомпания «Кораблино» является основным средством массовой информации города. Также в районе издаётся общественно-политическая газета «Кораблинские вести» (до 1992 года — «Под знаменем Ленина»). Выходит дважды в неделю.

## Связь
Оператором стационарной телефонной связи выступает Рязанский филиал компании «Ростелеком». В городе действует 1 отделение «Почты России». Доступ в интернет осуществляют компании «Ростелеком» и WestCall. Город входит в зону охвата мобильных сетей компаний «МТС», «Мегафон», «Билайн» и Tele2.

## Достопримечательности
В городе Кораблино установлено 5 памятников:
- Монумент «Слава Советскому народу — победителю!»
- Монумент «Скорбящая мать»
- Монумент «Победы в Великой Отечественной войне»
- Памятник Владимиру Ильичу Ленину
- Памятник ликвидаторам аварии на ЧАЭС

## Религия
- Храм Покрова Пресвятой Богородицы
- Храм Казанской Божьей Матери

## Люди, связанные с городом
- Еропкин, Аполлон Васильевич (1865 — после 1920) — русский публицист и общественный деятель, член Государственной думы I и III созывов от Рязанской губернии. Сын владельца села Василия Михайловича Еропкина.
- Ражев, Роман Александрович (1977—2000) — погиб в Чечне в боях за село Комсомольское. За смелость и отвагу награждён орденом Мужества (посмертно).
- Сарычев, Игорь Владимирович (1976—1999) — герой России, командир разведывательного взвода 173-й отдельной разведывательной роты 106-й гвардейской ВДД. Погиб в Дагестане. Гвардии лейтенант. Школа № 3 с 2000 года носит его имя.